# Louis Des Balbes de Berton de Crillon, duc de Mahon
Pour les articles homonymes, voir Famille de Crillon.
Louis des Balbes de Berton de Crillon, duc de Mahón, né le 22 février 1717 à Avignon, alors possession du pape, et mort à Madrid en juin 1796, est un militaire français du XVIIIe siècle. Après avoir combattu et s'être distingué au sein de l'armée royale française pendant les guerres de succession de Pologne et d'Autriche, ainsi que pendant la guerre de Sept Ans, il entre au service de l'Espagne après qu'on lui a retiré le commandement du Boulonnais, de l'Artois et de la Picardie qu'il avait reçu en 1761.
Au service de Charles III d'Espagne, il prend part à la quatrième guerre anglo-espagnole (1779-1783), puis à la guerre d'indépendance américaine, au cours de laquelle il reprend Mahón et Minorque aux Anglais - ce qui reste son principal fait d'armes - avant d'échouer devant Gibraltar. Comblé d'honneurs en Espagne, il meurt à Madrid en 1796.

## Biographie

### Origines
Louis des Balbes de Berton de Crillon descend de la Maison de Crillon, une famille établie au XVe siècle en Avignon, ville alors située dans le comtat Venaissin, un des Etats pontificaux, et qui revendique des origines italiennes. Il est le fils de François Félix de Berton des Balbes, 1er duc pontifical de Crillon, et de Marie-Thérèse de Fabry de Moncault. Son père obtient en 1725 l'érection en duché de son marquisat de Crillon le Brave, par bulles du pape Benoît XIII, en reconnaissance des services signalés que la maison de Berton avait rendus à l’État pontifical.
Il est le frère aîné de l'abbé de Crillon, le neveu de deux évêques, Jean-Louis de Berton des Balbes de Crillon et Dominique Laurent de Berton des Balbes de Crillon, et le cousin germain de l'abbé de Veri.

### Carrière militaire
Il fait, en 1734, au début de la guerre de Succession de Pologne, une campagne en Italie sous les ordres du maréchal de Villars. Il assiste, comme colonel du régiment de Bretagne, à la bataille de Parme, le 29 juin 1734.

#### Guerre de Succession d'Autriche
En 1742, pendant la guerre de Succession d'Autriche, il sert en Bavière (Allemagne) avec la plus grande distinction sous les ordres duc d'Harcourt. Pendant cette campagne de 1742, il défend, pendant treize heures, Landau sur l’Isar, contre l'avant-garde de l’armée ennemie, forte de 10 000 hommes. Dans les pourparlers qui suivirent, Crillon dit qu’il avait un nom à soutenir, et une réputation personnelle à faire : « Monsieur, (lui répond le général ennemi), nous vous connaissons et estimons depuis le commencement de la campagne ; mais pends-toi, brave Crillon, tu seras pris ». Obligé de se constituer prisonnier, il est échangé au bout de huit jours.
Promu brigadier en 1743, il est présent à la bataille de Fontenoy et commande en cette qualité les quatre bataillons qui a soutinrent les assauts contre 8 000 hommes (le 10 juillet 1745) dans l'affaire de Mesle. Crillon présente au roi les deux premiers rangs des régiments de Crillon et de Laval, en bonnets de grenadiers anglais. Il avait obtenu la croix de Saint-Louis en 1744, et le roi lui offre alors la pension de 3 000 livres attachée au cordon rouge, avec la permission de le porter, en attendant la première vacance. Crillon refuse ces honneurs, dans l'espoir d'obtenir le cordon bleu, qu'il n'aura jamais.
Après le  siège de Namur où il se distingue, il est nommé maréchal de camp en 1745. Il est encore à la bataille de Rocourt le 11 octobre 1746. Il est alors nommé colonel du régiment de La Tour du Pin.

#### Guerre de Sept Ans
Il se distingue à nouveau pendant la guerre de Sept Ans. Crillon prend Lippstadt et commandait dans Weissenfelds, lorsque Frédéric II de Prusse s’y présente. « Je fus, dit à cette occasion le roi de Prusse, arrêté à la tête de mon armée, par la valeur de dix-sept compagnies de grenadiers français. »
Il est à la bataille de Rossbach en 1757, au cours de laquelle il est blessé d'un coup de canon, et a son cheval tué sous lui. Il est fait lieutenant général en 1758 et prend Göttingen, et à bataille de Lutzelberg (10 octobre 1758) il commandait la réserve, et est chargé de poursuivre l'ennemi. Il se distingue le 9 novembre 1758 par la prise du château de Spangenberg dont il s'approprie l'important arsenal. Il était alors question de faire une descente en Angleterre, et Crillon reçoit le commandement de la Picardie, de l’Artois et du Boulonnais en 1761. Il présente alors le projet de construire des chaloupes canonnières, à voile et à la rame, et portant chacune un canon de 24 livres à l’avant, et un autre à l'arrière: mais ce projet est rejeté. Crillon apprend qu’on voulait donner son gouvernement au prince de Beauveau ; en même temps que le duc de Fuentes, au retour de son ambassade de Londres, l'encouragea à entrer au service l'Espagne, qui était en guerre avec le Portugal.
Il participe au corps expéditionnaire français envoyé contre le Portugal.

### Au service du royaume d'Espagne
Mais, se plaignant d'un passe-droit, et dépité de perdre le commandement de Boulogne, de l'Artois et de la Picardie, il quitte le service de la France pour celui de l'Espagne en 1762. En vertu d'un pacte de famille, il conserve le même grade qu'il avait en France. Il intègre l'armée espagnole quelques jours avant la conclusion de la paix de Paris, et il se trouve à la capitulation d’Almeida.
Il accompagne l'empereur d'Autriche, Joseph II du Saint-Empire, lors de sa visite en Espagne. En 1765, il est destitué de son poste de commandant du Campo de Gibraltar pour avoir proposé d'attaquer la ville sans déclaration de guerre préalable.

#### Guerre d'indépendance des États-Unis
Au service du roi Charles III, en 1776 il reçoit des terres dans l'établissement de Puerto Rico, où il projette d'établir des plantations.
En 1782, il est fait lieutenant-général des armées du Roi d'Espagne et capitaine général des armées espagnoles pendant les hostilités entre la Grande-Bretagne et l'Espagne. Il reprend aux Britanniques Mahón et l'île Minorque. Débarqué avec neuf mille Espagnols, il est rejoint par les régiments français de Lyonnais, de Bretagne (qu'il avait commandé), de Bouillon et de Royal-Suédois. À la tête de ce contingent de 12 000 hommes, il débarque à Minorque le 19 août 1781 et reprend l'île aux troupes anglaises du général James Murray. Le fort Saint-Philippe, dernier rempart des Anglais, capitule le 4 février 1782. Il est, en récompense, créé duc de Mahón.
Le duc de Mahon se rend ensuite devant Gibraltar, et commande les troupes franco-espagnoles employées au grand siège de Gibraltar. Le siège dure quatre ans, mais il échoue cependant à reprendre la ville.
Il meurt à Madrid, le 5 avril 1796, avec le titre de capitaine général du royaume de Valence et de Murcie.

### Distinction
- Grand croix de l'ordre de Charles III d'Espagne (1783)

### Mémoires
Il a laissé ses : 
- Mémoires militaires de Louis de Berton des Balbes de Quiers, duc de Crillon, duc de Mahon, De l'Imprimerie de Du Pont, Député de Nemours à l'Assemblée Nationale constituante, Paris, 1791 - 392 pages

### Mariages et descendance
Il se marie une première fois en 1742 avec Elisabeth Couvay de Bernay (1724-1755), fille de Pierre Nolasque Couvay, seigneur de Bernay, conseiller-secrétaire du roi en la grande chancellerie, et de Marie Elisabeth de Clèves. De cette union naissent deux fils :
- Louis Pierre Nolasque Félix Berton des Balbes, troisième duc pontifical de Crillon, deuxième duc de Mahón (1742-1806), député de la noblesse du Bailliage de Troyes aux Etats-généraux de 1789, général, marié deux fois, mort sans postérité ;
- François Félix Dorothée Berton des Balbes, quatrième duc pontifical de Crillon (après son frère), 1er duc-pair héréditaire français de Crillon (1817), député de la noblesse du Beauvaisis aux Etats-généraux de 1789, (1748-1820), marié en 1774 avec Marie Charlotte Carbon. Dont postérité ;

Il épouse en deuxièmes noces en 1762 Florence Bruneau de La Rabatelière, morte à Velleron le 6 août 1764, sans descendance ;
Il épouse en troisièmes noces, en 1770, Josèphe Anastasie Roman Espinosa de los Monteros, morte à Madrid le 14 février 1804. Dont :
- Virginie Berton des Balbes de Crillon (1771-1771) ;

- Louis Antoine François de Paule Berton des Balbes de Crillon, quatrième duc de Mahón (1775-1832). Il se marie en 1799 avec Maria Escolastica de Flores-Ulloa Varela (1769-1822), puis en 1825 avec Laure Louise Marie Charlotte de Chassepot de Pissy (1800-1882)[7].

### Source et bibliographie
- Agricol-Joseph Fortia d'Urban, Vie de Louis de Berton de Crillon des Balbes, surnommé le brave Crillon, suivie de notes historiques et critiques sur Google Livres, 1825
- François-Xavier de Feller, Dictionnaire historique, ou histoire abrégée des hommes qui se sont fait un nom par le génie, les talents, les vertus, les erreurs sur Google Livres, Méquignon, 1819, p. 161-162

Cet article comprend des extraits du Dictionnaire Bouillet. Il est possible de supprimer cette indication, si le texte reflète le savoir actuel sur ce thème, si les sources sont citées, s'il satisfait aux exigences linguistiques actuelles et s'il ne contient pas de propos qui vont à l'encontre des règles de neutralité de Wikipédia.
- (es) José L. Terrón Ponce. La toma de Menorca (1781–1782) en los escritos autobiográficos y epistolario del duque de Crillon. Ex-Libris, 1997